# 4e étape du Tour d'Italie 2022
Pour un article plus général, voir Tour d'Italie 2022.
La 4e étape du Tour d'Italie 2022 se déroule le mardi 10 mai 2022 d'Avola à l'Etna, sur l'île de Sicile, en Italie, sur une distance de 172 km. Elle a été remportée par l'Allemand Lennard Kämna (Bora-Hansgrohe).

## Parcours
À la suite du premier jour de repos, cette étape est la première de la 105e édition du Tour d'Italie à se dérouler sur le sol italien et à arriver en haute altitude, à 1 900 mètres. Cette première étape du diptyque sicilien relie Avola au refuge de la Sapienza, sur les pentes de l'Etna, seule ascension répertoriée de la journée, avec un début de montée inédit (22,8 km à 5,9 %, 1C). Au programme, deux sprints intermédiaires sont situés à Paterno (km 136,5) et à Biancavilla (km 148,1).

## Déroulement de la course
A six kilomètres du lieu de départ, au passage dans Noto, une chute projette, notamment, au sol l'Italien Giovanni Aleotti (Bora-Hansgrohe). En queue de peloton depuis le départ, le Colombien Miguel Angel Lopez (Astana Qazaqstan) abandonne.
Malgré quelques tentatives depuis le départ, l'échappée se dessine au bout de quinze kilomètres de course ; un groupe de chasse revient dessus cinq kilomètres plus tard. Au total, treize coureurs composent le groupe de front, avec : l'Allemand Lennard Kämna (Bora-Hansgrohe), les deux Belges Sylvain Moniquet (Lotto-Soudal) et Mauri Vansevenant (Quick-Step Alpha Vinyl), le Canadien Alexander Cataford (Israel-Premier Tech), le Colombien Diego Camargo Pineda (EF Education-EasyPost), l'Espagnol Juan Pedro López (Trek-Segafredo), l'Estonien Rein Taaramäe (Intermarché-Wanty-Gobert Matériaux), le Français Rémy Rochas, le Hongrois Erik Fetter (Eolo-Kometa), trois Italiens Valerio Conti (Astana Qazaqstan), Stefano Oldani (Alpecin-Fenix) et Davide Villella (Cofidis) et le Néerlandais Gijs Leemreize (Jumbo-Visma). Sorti du peloton, le Français Lilian Calmejane (AG2R Citroën) rallie l'échappée, après un long effort solitaire, montant le nombre de coureurs de front à quatorze. L'écart maximal entre l'échappée et le peloton est de onze minutes, au passage dans Palazzolo Acréide.
Dans le peloton, nombreux sont les sprinteurs, comme l'Australien Caleb Ewan (Lotto-Soudal), le Britannique Mark Cavendish (Quick-Step Alpha Vinyl) et le Français Arnaud Démare (Groupama FDJ) à être décramponnés dans cette première moitié d'étape accidentée.
Au sprint intermédiaire de Paterno, Lilian Calmejane passe en tête devant Stefano Oldani et Rémy Rochas ; le peloton possède un retard de six minutes et vingt-huit secondes. A 28 kilomètres de l'arrivée, Stefano Oldani s'isole en tête de course ; derrière, Mauri Vansevenant passe second au sprint intermédiaire de Biancavilla, avec trente secondes de retard sur le coureur de front ; le peloton passe avec cinq minutes et trente-quatre secondes de retard.
A 20 kilomètres de l'arrivée, Juan Pedro López attaque pour tenter de revenir sur Oldani ; tandis que le maillot rose Mathieu van der Poel ne parvient plus à suivre le rythme du peloton, dans les premiers contreforts de l'Etna. L'Espagnol est rapidement rejoint par Lennard Kämna, Gijs Leemreize, Sylvain Moniquet, Rein Taaramäe et Mauri Vansevenant. De nouveau reparti seul, Juan Pedro López revient sur Oldani, le dépasse et ouvre la route à dix kilomètres de l'arrivée. Dans le peloton, le Néerlandais Tom Dumoulin (Jumbo-Visma), vainqueur du Tour d'Italie 2017, ne parvient à suivre le rythme imposé par les INEOS Grenadiers.
A 6,5 kilomètres de l'arrivée, Kämna part seul en contre, avec un retard de plus de trente secondes sur le coureur de la Trek-Segafredo. L'Allemand rejoint l'Espagnol, au bout d'un effort solitaire de quatre kilomètres de long. Derrière, Rein Taaramäe détient un retard de trente secondes sur le duo qui se présente à l'arrivée : Lennard Kämna s'impose devant Juan Pedro López, qui récupère le maillot rose, au sommet de l'Etna. Troisième, Rein Taaramäe passe la ligne avec trente-quatre secondes de retard sur le vainqueur ; Sylvain Moniquet puis Mauri Vansevenant complètent le top 5, à deux minutes et douze secondes. Dans le groupe de favoris, le champion olympique équatorien Richard Carapaz (INEOS Grenadiers) devance le Français Romain Bardet (DSM) et l'Espagnol Pello Bilbao (Bahrain Victorious).
Juan Pedro López hérite du maillot rose de Mathieu van der Poel, qui, lui, conserve le maillot cyclamen, et du maillot blanc de l'Italien Matteo Sobrero (BikeExchange Jayco). Vainqueur de l'étape, Lennard Kämna récupère le maillot bleu et la Jumbo-Visma perd sa première place au classement par équipes, au profit de la Bora-Hansgrohe.

## Résultats

### Classement de l'étape
| \| Classement de l'étape \| Classement de l'étape \| Classement de l'étape \| Classement de l'étape \| Classement de l'étape \| \| Coureur \| Coureur \| Pays \| Équipe \| Temps \| \| --------------------- \| --------------------- \| --------------------- \| ---------------------------------- \| --------------------- \| \| 1er \| Lennard Kämna \| Allemagne \| Bora-Hansgrohe \| 4 h 32 min 11 s \| \| 2e \| Juan Pedro López \| Espagne \| Trek-Segafredo \| + 0 s \| \| 3e \| Rein Taaramäe \| Estonie \| Intermarché-Wanty-Gobert Matériaux \| + 34 s \| \| 4e \| Sylvain Moniquet \| Belgique \| Lotto-Soudal \| + 2 min 12 s \| \| 5e \| Mauri Vansevenant \| Belgique \| Quick-Step Alpha Vinyl \| + 2 min 12 s \| \| 6e \| Gijs Leemreize \| Pays-Bas \| Jumbo-Visma \| + 2 min 31 s \| \| 7e \| Richard Carapaz \| Équateur \| Ineos Grenadiers \| + 2 min 37 s \| \| 8e \| Romain Bardet \| France \| Team DSM \| + 2 min 37 s \| \| 9e \| Pello Bilbao \| Espagne \| Bahrain Victorious \| + 2 min 37 s \| \| 10e \| João Almeida \| Portugal \| UAE Team Emirates \| + 2 min 37 s \| |                   |           |                                    |                 |
| |                   |           |                                    |                 |
| Source : ProCyclingStats |                   |           |                                    |                 |
| Classement de l'étape |                   |           |                                    |                 |
| Coureur | Coureur           | Pays      | Équipe                             | Temps           |
| 1er | Lennard Kämna     | Allemagne | Bora-Hansgrohe                     | 4 h 32 min 11 s |
| 2e | Juan Pedro López  | Espagne   | Trek-Segafredo                     | + 0 s           |
| 3e | Rein Taaramäe     | Estonie   | Intermarché-Wanty-Gobert Matériaux | + 34 s          |
| 4e | Sylvain Moniquet  | Belgique  | Lotto-Soudal                       | + 2 min 12 s    |
| 5e | Mauri Vansevenant | Belgique  | Quick-Step Alpha Vinyl             | + 2 min 12 s    |
| 6e | Gijs Leemreize    | Pays-Bas  | Jumbo-Visma                        | + 2 min 31 s    |
| 7e | Richard Carapaz   | Équateur  | Ineos Grenadiers                   | + 2 min 37 s    |
| 8e | Romain Bardet     | France    | Team DSM                           | + 2 min 37 s    |
| 9e | Pello Bilbao      | Espagne   | Bahrain Victorious                 | + 2 min 37 s    |
| 10e | João Almeida      | Portugal  | UAE Team Emirates                  | + 2 min 37 s    |

### Points attribués pour le classement par points
| Sprint intermédiaire Paternò (km 136,5) | Sprint intermédiaire Paternò (km 136,5) | Sprint intermédiaire Paternò (km 136,5) | Sprint intermédiaire Paternò (km 136,5) | Sprint intermédiaire Paternò (km 136,5) |
| --------------------------------------- | --------------------------------------- | --------------------------------------- | --------------------------------------- | --------------------------------------- |
|                                         | Coureur                                 | Pays                                    | Équipe                                  | Point(s)                                |
| 1er                                     | Lilian Calmejane                        | France                                  | AG2R Citroën                            | 12                                      |
| 2e                                      | Stefano Oldani                          | Italie                                  | Alpecin-Fenix                           | 8                                       |
| 3e                                      | Rémy Rochas                             | France                                  | Cofidis                                 | 6                                       |
| 4e                                      | Juan Pedro López                        | Espagne                                 | Trek-Segafredo                          | 5                                       |
| 5e                                      | Lennard Kämna                           | Allemagne                               | Bora-Hansgrohe                          | 4                                       |
| 6e                                      | Rein Taaramäe                           | Estonie                                 | Intermarché-Wanty-Gobert Matériaux      | 3                                       |
| 7e                                      | Gijs Leemreize                          | Pays-Bas                                | Jumbo-Visma                             | 2                                       |
| 8e                                      | Sylvain Moniquet                        | Belgique                                | Lotto-Soudal                            | 1                                       |
| modifier                                |                                         |                                         |                                         |                                         |

| Arrivée d'étape Etna (km 162) | Arrivée d'étape Etna (km 162) | Arrivée d'étape Etna (km 162) | Arrivée d'étape Etna (km 162)      | Arrivée d'étape Etna (km 162) |
| ----------------------------- | ----------------------------- | ----------------------------- | ---------------------------------- | ----------------------------- |
|                               | Coureur                       | Pays                          | Équipe                             | Point(s)                      |
| 1er                           | Lennard Kämna                 | Allemagne                     | Bora-Hansgrohe                     | 15                            |
| 2e                            | Juan Pedro López              | Espagne                       | Trek-Segafredo                     | 12                            |
| 3e                            | Rein Taaramäe                 | Estonie                       | Intermarché-Wanty-Gobert Matériaux | 9                             |
| 4e                            | Sylvain Moniquet              | Belgique                      | Lotto-Soudal                       | 7                             |
| 5e                            | Mauri Vansevenant             | Belgique                      | Quick-Step Alpha Vinyl             | 6                             |
| 6e                            | Gijs Leemreize                | Pays-Bas                      | Jumbo-Visma                        | 5                             |
| 7e                            | Richard Carapaz               | Équateur                      | Ineos Grenadiers                   | 4                             |
| 8e                            | Romain Bardet                 | France                        | Team DSM                           | 3                             |
| 9e                            | Pello Bilbao                  | Espagne                       | Bahrain Victorious                 | 2                             |
| 10e                           | João Almeida                  | Portugal                      | UAE Emirates                       | 1                             |
| modifier                      |                               |                               |                                    |                               |

### Points attribués pour le classement du meilleur grimpeur
| \| Etna (km 172) 1re catégorie (22,8 km à 5,9%) \| Etna (km 172) 1re catégorie (22,8 km à 5,9%) \| Etna (km 172) 1re catégorie (22,8 km à 5,9%) \| Etna (km 172) 1re catégorie (22,8 km à 5,9%) \| Etna (km 172) 1re catégorie (22,8 km à 5,9%) \| \| -------------------------------------------- \| -------------------------------------------- \| -------------------------------------------- \| -------------------------------------------- \| -------------------------------------------- \| \| \| Coureur \| Pays \| Équipe \| Point(s) \| \| 1er \| Lennard Kämna \| Allemagne \| Bora-Hansgrohe \| 40 \| \| 2e \| Juan Pedro López \| Espagne \| Trek-Segafredo \| 18 \| \| 3e \| Rein Taaramäe \| Estonie \| Intermarché-Wanty-Gobert Matériaux \| 12 \| \| 4e \| Sylvain Moniquet \| Belgique \| Lotto-Soudal \| 9 \| \| 5e \| Mauri Vansevenant \| Belgique \| Quick-Step Alpha Vinyl \| 6 \| \| 6e \| Gijs Leemreize \| Pays-Bas \| Jumbo-Visma \| 4 \| \| 7e \| Richard Carapaz \| Équateur \| Ineos Grenadiers \| 2 \| \| 8e \| Romain Bardet \| France \| Team DSM \| 1 \| \| modifier \| \| \| \| \| |                   |           |                                    |          |
| Etna (km 172) 1re catégorie (22,8 km à 5,9%) |                   |           |                                    |          |
| | Coureur           | Pays      | Équipe                             | Point(s) |
| 1er | Lennard Kämna     | Allemagne | Bora-Hansgrohe                     | 40       |
| 2e | Juan Pedro López  | Espagne   | Trek-Segafredo                     | 18       |
| 3e | Rein Taaramäe     | Estonie   | Intermarché-Wanty-Gobert Matériaux | 12       |
| 4e | Sylvain Moniquet  | Belgique  | Lotto-Soudal                       | 9        |
| 5e | Mauri Vansevenant | Belgique  | Quick-Step Alpha Vinyl             | 6        |
| 6e | Gijs Leemreize    | Pays-Bas  | Jumbo-Visma                        | 4        |
| 7e | Richard Carapaz   | Équateur  | Ineos Grenadiers                   | 2        |
| 8e | Romain Bardet     | France    | Team DSM                           | 1        |
| modifier |                   |           |                                    |          |

### Classements aux points intermédiaires
| Sprint intermédiaire Paternò (km 136,5) | Sprint intermédiaire Paternò (km 136,5) | Sprint intermédiaire Paternò (km 136,5) | Sprint intermédiaire Paternò (km 136,5) | Sprint intermédiaire Paternò (km 136,5) |
| --------------------------------------- | --------------------------------------- | --------------------------------------- | --------------------------------------- | --------------------------------------- |
|                                         | Coureur                                 | Pays                                    | Équipe                                  | Point(s)                                |
| 1er                                     | Lilian Calmejane                        | France                                  | AG2R Citroën                            | 10                                      |
| 2e                                      | Stefano Oldani                          | Italie                                  | Alpecin-Fenix                           | 6                                       |
| 3e                                      | Rémy Rochas                             | France                                  | Cofidis                                 | 3                                       |
| 4e                                      | Juan Pedro López                        | Espagne                                 | Trek-Segafredo                          | 2                                       |
| 5e                                      | Lennard Kämna                           | Allemagne                               | Bora-Hansgrohe                          | 1                                       |
| modifier                                |                                         |                                         |                                         |                                         |

| Sprint intermédiaire Biancavilla (km 148,1) | Sprint intermédiaire Biancavilla (km 148,1) | Sprint intermédiaire Biancavilla (km 148,1) | Sprint intermédiaire Biancavilla (km 148,1) | Sprint intermédiaire Biancavilla (km 148,1) |
| ------------------------------------------- | ------------------------------------------- | ------------------------------------------- | ------------------------------------------- | ------------------------------------------- |
|                                             | Coureur                                     | Pays                                        | Équipe                                      | Point(s)                                    |
| 1er                                         | Stefano Oldani                              | Italie                                      | Alpecin-Fenix                               | 10                                          |
| 2e                                          | Mauri Vansevenant                           | Belgique                                    | Quick-Step Alpha Vinyl                      | 6                                           |
| 3e                                          | Rein Taaramäe                               | Estonie                                     | Intermarché-Wanty-Gobert Matériaux          | 3                                           |
| 4e                                          | Rémy Rochas                                 | France                                      | Cofidis                                     | 2                                           |
| 5e                                          | Valerio Conti                               | Italie                                      | Astana Qazaqstan                            | 1                                           |
| modifier                                    |                                             |                                             |                                             |                                             |

### Bonifications
|   | Coureur           | Pays     | Équipe                             | Secondes |
| - | ----------------- | -------- | ---------------------------------- | -------- |
| 1 | Stefano Oldani    | Italie   | Alpecin-Fenix                      | 3 s      |
| 2 | Mauri Vansevenant | Belgique | Quick-Step Alpha Vinyl             | 2 s      |
| 3 | Rein Taaramäe     | Estonie  | Intermarché-Wanty-Gobert Matériaux | 1 s      |

|   | Coureur          | Pays      | Équipe                             | Secondes |
| - | ---------------- | --------- | ---------------------------------- | -------- |
| 1 | Lennard Kämna    | Allemagne | Bora-Hansgrohe                     | 10 s     |
| 2 | Juan Pedro López | Espagne   | Trek-Segafredo                     | 6 s      |
| 3 | Rein Taaramäe    | Estonie   | Intermarché-Wanty-Gobert Matériaux | 4 s      |

## Classements à l'issue de l'étape

### Classement général
| \| Classement général \| Classement général \| Classement général \| Classement général \| Classement général \| \| Coureur \| Coureur \| Pays \| Équipe \| Temps \| \| ------------------ \| ------------------ \| ------------------ \| ---------------------------------- \| ------------------ \| \| 1er \| Juan Pedro López \| Espagne \| Trek-Segafredo \| 14 h 17 min 07 s \| \| 2e \| Lennard Kämna \| Allemagne \| Bora-Hansgrohe \| + 39 s \| \| 3e \| Rein Taaramäe \| Estonie \| Intermarché-Wanty-Gobert Matériaux \| + 58 s \| \| 4e \| Simon Yates \| Royaume-Uni \| Team BikeExchange-Jayco \| + 1 min 42 s \| \| 5e \| Mauri Vansevenant \| Belgique \| Quick-Step Alpha Vinyl \| + 1 min 47 s \| \| 6e \| Wilco Kelderman \| Pays-Bas \| Bora-Hansgrohe \| + 1 min 55 s \| \| 7e \| Pello Bilbao \| Espagne \| Bahrain Victorious \| + 2 min 00 s \| \| 8e \| João Almeida \| Portugal \| UAE Team Emirates \| + 2 min 00 s \| \| 9e \| Richie Porte \| Australie \| Ineos Grenadiers \| + 2 min 04 s \| \| 10e \| Romain Bardet \| France \| Team DSM \| + 2 min 06 s \| |                   |             |                                    |                  |
| |                   |             |                                    |                  |
| Source : ProCyclingStats |                   |             |                                    |                  |
| Classement général |                   |             |                                    |                  |
| Coureur | Coureur           | Pays        | Équipe                             | Temps            |
| 1er | Juan Pedro López  | Espagne     | Trek-Segafredo                     | 14 h 17 min 07 s |
| 2e | Lennard Kämna     | Allemagne   | Bora-Hansgrohe                     | + 39 s           |
| 3e | Rein Taaramäe     | Estonie     | Intermarché-Wanty-Gobert Matériaux | + 58 s           |
| 4e | Simon Yates       | Royaume-Uni | Team BikeExchange-Jayco            | + 1 min 42 s     |
| 5e | Mauri Vansevenant | Belgique    | Quick-Step Alpha Vinyl             | + 1 min 47 s     |
| 6e | Wilco Kelderman   | Pays-Bas    | Bora-Hansgrohe                     | + 1 min 55 s     |
| 7e | Pello Bilbao      | Espagne     | Bahrain Victorious                 | + 2 min 00 s     |
| 8e | João Almeida      | Portugal    | UAE Team Emirates                  | + 2 min 00 s     |
| 9e | Richie Porte      | Australie   | Ineos Grenadiers                   | + 2 min 04 s     |
| 10e | Romain Bardet     | France      | Team DSM                           | + 2 min 06 s     |

| Classement par points | Classement par points | Classement par points | Classement par points              | Classement par points |
| Coureur               | Coureur               | Pays                  | Équipe                             | Points                |
| --------------------- | --------------------- | --------------------- | ---------------------------------- | --------------------- |
| 1er                   | Mathieu van der Poel  | Pays-Bas              | Alpecin-Fenix                      | 62 pts                |
| 2e                    | Biniam Girmay         | Érythrée              | Intermarché-Wanty-Gobert Matériaux | 55 pts                |
| 3e                    | Mark Cavendish        | Royaume-Uni           | Quick-Step Alpha Vinyl             | 53 pts                |
| 4e                    | Arnaud Démare         | France                | Groupama-FDJ                       | 44 pts                |
| 5e                    | Fernando Gaviria      | Colombie              | UAE Team Emirates                  | 32 pts                |
| 6e                    | Pello Bilbao          | Espagne               | Bahrain Victorious                 | 27 pts                |
| 7e                    | Filippo Tagliani      | Italie                | Drone Hopper-Androni Giocattoli    | 24 pts                |
| 8e                    | Lennard Kämna         | Allemagne             | Bora-Hansgrohe                     | 22 pts                |
| 9e                    | Wilco Kelderman       | Pays-Bas              | Bora-Hansgrohe                     | 18 pts                |
| 10e                   | Magnus Cort Nielsen   | Danemark              | EF Education-EasyPost              | 18 pts                |

| Classement par points | Classement par points | Classement par points | Classement par points              | Classement par points |
| Coureur               | Coureur               | Pays                  | Équipe                             | Points                |
| --------------------- | --------------------- | --------------------- | ---------------------------------- | --------------------- |
| 1er                   | Mathieu van der Poel  | Pays-Bas              | Alpecin-Fenix                      | 62 pts                |
| 2e                    | Biniam Girmay         | Érythrée              | Intermarché-Wanty-Gobert Matériaux | 55 pts                |
| 3e                    | Mark Cavendish        | Royaume-Uni           | Quick-Step Alpha Vinyl             | 53 pts                |
| 4e                    | Arnaud Démare         | France                | Groupama-FDJ                       | 44 pts                |
| 5e                    | Fernando Gaviria      | Colombie              | UAE Team Emirates                  | 32 pts                |
| 6e                    | Pello Bilbao          | Espagne               | Bahrain Victorious                 | 27 pts                |
| 7e                    | Filippo Tagliani      | Italie                | Drone Hopper-Androni Giocattoli    | 24 pts                |
| 8e                    | Lennard Kämna         | Allemagne             | Bora-Hansgrohe                     | 22 pts                |
| 9e                    | Wilco Kelderman       | Pays-Bas              | Bora-Hansgrohe                     | 18 pts                |
| 10e                   | Magnus Cort Nielsen   | Danemark              | EF Education-EasyPost              | 18 pts                |

| Classement de la montagne | Classement de la montagne | Classement de la montagne | Classement de la montagne          | Classement de la montagne |
| Coureur                   | Coureur                   | Pays                      | Équipe                             | Points                    |
| ------------------------- | ------------------------- | ------------------------- | ---------------------------------- | ------------------------- |
| 1er                       | Lennard Kämna             | Allemagne                 | Bora-Hansgrohe                     | 40 pts                    |
| 2e                        | Juan Pedro López          | Espagne                   | Trek-Segafredo                     | 18 pts                    |
| 3e                        | Rein Taaramäe             | Estonie                   | Intermarché-Wanty-Gobert Matériaux | 12 pts                    |
| 4e                        | Sylvain Moniquet          | Belgique                  | Lotto-Soudal                       | 9 pts                     |
| 5e                        | Mauri Vansevenant         | Belgique                  | Quick-Step Alpha Vinyl             | 6 pts                     |
| 6e                        | Pascal Eenkhoorn          | Pays-Bas                  | Jumbo-Visma                        | 5 pts                     |
| 7e                        | Rick Zabel                | Allemagne                 | Israel-Premier Tech                | 5 pts                     |
| 8e                        | Gijs Leemreize            | Pays-Bas                  | Jumbo-Visma                        | 4 pts                     |
| 9e                        | Mathieu van der Poel      | Pays-Bas                  | Alpecin-Fenix                      | 3 pts                     |
| 10e                       | Richard Carapaz           | Équateur                  | Ineos Grenadiers                   | 2 pts                     |

| Classement de la montagne | Classement de la montagne | Classement de la montagne | Classement de la montagne          | Classement de la montagne |
| Coureur                   | Coureur                   | Pays                      | Équipe                             | Points                    |
| ------------------------- | ------------------------- | ------------------------- | ---------------------------------- | ------------------------- |
| 1er                       | Lennard Kämna             | Allemagne                 | Bora-Hansgrohe                     | 40 pts                    |
| 2e                        | Juan Pedro López          | Espagne                   | Trek-Segafredo                     | 18 pts                    |
| 3e                        | Rein Taaramäe             | Estonie                   | Intermarché-Wanty-Gobert Matériaux | 12 pts                    |
| 4e                        | Sylvain Moniquet          | Belgique                  | Lotto-Soudal                       | 9 pts                     |
| 5e                        | Mauri Vansevenant         | Belgique                  | Quick-Step Alpha Vinyl             | 6 pts                     |
| 6e                        | Pascal Eenkhoorn          | Pays-Bas                  | Jumbo-Visma                        | 5 pts                     |
| 7e                        | Rick Zabel                | Allemagne                 | Israel-Premier Tech                | 5 pts                     |
| 8e                        | Gijs Leemreize            | Pays-Bas                  | Jumbo-Visma                        | 4 pts                     |
| 9e                        | Mathieu van der Poel      | Pays-Bas                  | Alpecin-Fenix                      | 3 pts                     |
| 10e                       | Richard Carapaz           | Équateur                  | Ineos Grenadiers                   | 2 pts                     |

| Classement du meilleur jeune | Classement du meilleur jeune | Classement du meilleur jeune | Classement du meilleur jeune | Classement du meilleur jeune |
| Coureur                      | Coureur                      | Pays                         | Équipe                       | Temps                        |
| ---------------------------- | ---------------------------- | ---------------------------- | ---------------------------- | ---------------------------- |
| 1er                          | Juan Pedro López             | Espagne                      | Trek-Segafredo               | 14 h 17 min 07 s             |
| 2e                           | Mauri Vansevenant            | Belgique                     | Quick-Step Alpha Vinyl       | + 1 min 47 s                 |
| 3e                           | João Almeida                 | Portugal                     | UAE Team Emirates            | + 2 min 00 s                 |
| 4e                           | Thymen Arensman              | Pays-Bas                     | Team DSM                     | + 2 min 15 s                 |
| 5e                           | Santiago Buitrago            | Colombie                     | Bahrain Victorious           | + 2 min 18 s                 |
| 6e                           | Iván Sosa                    | Colombie                     | Movistar Team                | + 3 min 05 s                 |
| 7e                           | Pavel Sivakov                | France                       | Ineos Grenadiers             | + 3 min 14 s                 |
| 8e                           | Simon Carr                   | Royaume-Uni                  | EF Education-EasyPost        | + 3 min 26 s                 |
| 9e                           | Stefano Oldani               | Italie                       | Alpecin-Fenix                | + 3 min 35 s                 |
| 10e                          | Gijs Leemreize               | Pays-Bas                     | Jumbo-Visma                  | + 4 min 06 s                 |

| Classement du meilleur jeune | Classement du meilleur jeune | Classement du meilleur jeune | Classement du meilleur jeune | Classement du meilleur jeune |
| Coureur                      | Coureur                      | Pays                         | Équipe                       | Temps                        |
| ---------------------------- | ---------------------------- | ---------------------------- | ---------------------------- | ---------------------------- |
| 1er                          | Juan Pedro López             | Espagne                      | Trek-Segafredo               | 14 h 17 min 07 s             |
| 2e                           | Mauri Vansevenant            | Belgique                     | Quick-Step Alpha Vinyl       | + 1 min 47 s                 |
| 3e                           | João Almeida                 | Portugal                     | UAE Team Emirates            | + 2 min 00 s                 |
| 4e                           | Thymen Arensman              | Pays-Bas                     | Team DSM                     | + 2 min 15 s                 |
| 5e                           | Santiago Buitrago            | Colombie                     | Bahrain Victorious           | + 2 min 18 s                 |
| 6e                           | Iván Sosa                    | Colombie                     | Movistar Team                | + 3 min 05 s                 |
| 7e                           | Pavel Sivakov                | France                       | Ineos Grenadiers             | + 3 min 14 s                 |
| 8e                           | Simon Carr                   | Royaume-Uni                  | EF Education-EasyPost        | + 3 min 26 s                 |
| 9e                           | Stefano Oldani               | Italie                       | Alpecin-Fenix                | + 3 min 35 s                 |
| 10e                          | Gijs Leemreize               | Pays-Bas                     | Jumbo-Visma                  | + 4 min 06 s                 |

| Classement par équipes | Classement par équipes             | Classement par équipes | Classement par équipes |
| Équipe                 | Équipe                             | Pays                   | Temps                  |
| ---------------------- | ---------------------------------- | ---------------------- | ---------------------- |
| 1re                    | Bora-Hansgrohe                     | Allemagne              | 42 h 54 min 54 s       |
| 2e                     | Intermarché-Wanty-Gobert Matériaux | Belgique               | + 2 min 17 s           |
| 3e                     | Trek-Segafredo                     | États-Unis             | + 2 min 47 s           |
| 4e                     | Bahrain Victorious                 | Bahreïn                | + 3 min 03 s           |
| 5e                     | Ineos Grenadiers                   | Royaume-Uni            | + 3 min 21 s           |
| 6e                     | BikeExchange-Jayco                 | Australie              | + 3 min 26 s           |
| 7e                     | Movistar Team                      | Espagne                | + 6 min 03 s           |
| 8e                     | Jumbo-Visma                        | Pays-Bas               | + 6 min 39 s           |
| 9e                     | Team DSM                           | Pays-Bas               | + 8 min 06 s           |
| 10e                    | Astana Qazaqstan Team              | Kazakhstan             | + 9 min 43 s           |

| Classement par équipes | Classement par équipes             | Classement par équipes | Classement par équipes |
| Équipe                 | Équipe                             | Pays                   | Temps                  |
| ---------------------- | ---------------------------------- | ---------------------- | ---------------------- |
| 1re                    | Bora-Hansgrohe                     | Allemagne              | 42 h 54 min 54 s       |
| 2e                     | Intermarché-Wanty-Gobert Matériaux | Belgique               | + 2 min 17 s           |
| 3e                     | Trek-Segafredo                     | États-Unis             | + 2 min 47 s           |
| 4e                     | Bahrain Victorious                 | Bahreïn                | + 3 min 03 s           |
| 5e                     | Ineos Grenadiers                   | Royaume-Uni            | + 3 min 21 s           |
| 6e                     | BikeExchange-Jayco                 | Australie              | + 3 min 26 s           |
| 7e                     | Movistar Team                      | Espagne                | + 6 min 03 s           |
| 8e                     | Jumbo-Visma                        | Pays-Bas               | + 6 min 39 s           |
| 9e                     | Team DSM                           | Pays-Bas               | + 8 min 06 s           |
| 10e                    | Astana Qazaqstan Team              | Kazakhstan             | + 9 min 43 s           |

## Abandons
- Miguel Ángel López (Astana Qazaqstan) : abandon
- Jakub Mareczko (Alpecin-Fenix) : abandon